# Шавлія чубата
Шавлія чубата (Salvia viridis) — вид квіткових рослин родини глухокропивових (Lamiaceae).

## Біоморфологічна характеристика
Це однорічна рослина 15–40 см. Стебла прості чи розгалужені, залозисто- чи незалозисто-волосисті. Листки прості, видовжено-яйцеподібні, ≈ 5 × 2.5 см, дрібнозубчасті; листкова ніжка 2–5 см. Верхівкові безплідні листки над суцвіттями великі, яскраво-фіолетові або рожеві. Чашечка трубчаста, 7–10 мм, до ≈ 12 мм у плоді, залозиста. Віночок від бузково-пурпурного до білого, 12–15 мм завдовжки; трубка пряма, всередині гола; верхня губа широка, ± серпоподібна. Горішки видовжено-еліптичні, 3 × 1.5 мм. 2n = 16.

## Поширення
Північна Африка (пн. Алжир, Марокко, Туніс), південь Європи (Україна, колишня Югославія, Албанія, Болгарія, Греція [у т. ч. Крит], Італія [у т. ч. Сицилія], Іспанія, Португалія), захід Азії (Кіпр, Іран, Ірак, Ізраїль, Йорданія, Ліван, Сирія, Туреччина, Північний Кавказ і Передкавказзя, Вірменія, Азербайджан, Грузія, Туркменістан).
В Україні вид зростає на кам'янистих схилах, передусім на вапняковому ґрунті, іноді як бур'ян у посівах — у всьому Криму, звичайно; заноситься і на північ (Сумська обл., ок. м. Глухова).

## Використання
Листя вживають сирим або вареним; воно дуже ароматне й додається в салати, супи та ін. Насіння використовують вареним або як ароматизатор. Листя й насіння використовуються як ароматизатори для пива та вина. Листки та квітконосні стебла ароматні й антисептичні. Ними полощуть горло для лікування хворих ясен.